# Radián por segundo

Animación mostrando la relación entre la frecuencia angular y la frecuencia.

El radián por segundo (símbolo: rad/s) es una unidad derivada del sistema internacional de unidades (SI) que se usa para expresar la velocidad angular, comúnmente escrita con la letra griega ω (omega). Se define como el cambio en la orientación, medido en radianes, que sufre un objeto en un segundo. 
1. ↑  «International System of units».

El radián por segundo es también una unidad de frecuencia angular. 
| Frecuencia angular ω        | Frecuencia {\displaystyle \nu =\omega /{2\pi }}      |
| --------------------------- | ---------------------------------------------------- |
| 2π radianes por segundo     | 1 Hercio (Hz)                                        |
| 1 radián por segundo        | aproximadamente 0.159155 (Hz)                        |
| 1 radián por segundo        | aproximadamente 57.29578 grados por segundo          |
| 1 radián por segundo        | aproximadamente 9.5493 revoluciones por minuto (RPM) |
| 0.1047 radianes por segundo | aproximadamente 1 RPM                                |

Debido a que el radián es una unidad adimensional, el radián por segundo es dimensionalmente equivalente al Hercio, ambos son definidos como s−1. Se requiere entonces gran cuidado para evitar confundir la frecuencia angular ω y la frecuencia ν
- 1 rad/s = π rpm/30
- 1 rad/s = 1/(2π) Hz.

- Datos: Q1063756